# خط باریکی بین عشق و نفرت
خط باریکی بین عشق و نفرت (به انگلیسی: A Thin Line Between Love and Hate) یک فیلم کمدی و دلهره‌آور آمریکایی به کارگردانی و بازی مارتین لارنس که درسال ۱۹۹۶ منتشر شد.
استقبال منتقدان از فیلم بیشتر منفی بود. در راتن تومیتوز این فیلم بر اساس ۲۷ نقد ۱۵٪ امتیاز دارد.

## داستان
دارنل رایت (لارنس) بسیار چرب‌زبان است و به راحتی می‌تواند زن‌ها را گول بزند. او موفق می‌شود با زنی زیبا بنام برندی دوست شود و سعی می‌کند او را گمراه کند، اما برندیِ باهوش دست او را می‌خواند و تصمیم به گرفتن انتقام از او می‌گیرد…